# 盔状黄芩
盔状黄芩（学名：Scutellaria galericulata）为唇形科黄芩属下的一个种。产陕西（榆林），新疆（乌鲁木齐、塔城、托里），内蒙古北部；见于水沟旁冲积地上，海拔440-1060米。欧洲各国，俄罗斯远东地区，蒙古，日本也有。模式标本采自欧洲。

## 扩展阅读
維基物種上的相關：盔状黄芩